# 上村利道
上村 利道（うえむら としみち、1889年（明治22年）2月10日 - 1947年（昭和22年）9月19日）は、日本の陸軍軍人。最終階級は陸軍中将。

## 経歴
熊本県出身。中学済々黌中退、熊本陸軍地方幼年学校、中央幼年学校を経て、1910年（明治43年）5月、陸軍士官学校（22期）を卒業。同年12月、歩兵少尉に任官し歩兵第48連隊付となる。1922年（大正11年）11月、陸軍大学校（34期）を卒業した。
歩兵第48連隊中隊長、参謀本部付勤務、参謀本部員、歩兵第13連隊大隊長、第9師団参謀、臨時上海派遣軍参謀、台湾軍参謀などを歴任し、1934年（昭和9年）8月、陸軍大佐に昇進し歩兵第24連隊長となった。
1936年（昭和11年）8月、参謀本部庶務課長となり、日中戦争に上海派遣軍参謀副長として出征。参謀本部付を経て、1938年（昭和13年）3月、陸軍少将に進級し東京陸軍幼年学校長に就任。第3軍参謀長を経て、1940年（昭和15年）12月、陸軍中将に進んだ。1941年（昭和16年）4月、第29師団長に親補され満州に駐屯し太平洋戦争を迎えた。
1943年（昭和18年）10月、第5軍司令官に就任し引き続き満州の防衛に当たった。参謀本部付を経て、第36軍司令官として浦和にあって本土決戦に備える中で終戦を迎えた。1945年（昭和20年）11月に復員。

## 栄典
位階
- 1911年（明治44年）3月10日 - 正八位[5]
- 1914年（大正3年）2月10日 - 従七位[6]
- 1919年（大正8年）3月20日 - 正七位[7]
- 1924年（大正13年）5月15日 - 従六位[8]

勲章等
- 1940年（昭和15年）8月15日 - 紀元二千六百年祝典記念章[9]

外国勲章佩用允許
- 1945年（昭和20年）7月31日 - 満州国：勲一位景雲章[10]